# Space Harrier
Space Harrier (Japans: スペースハリアー) is een computerspel dat in 1985 werd uitgebracht door Sega als arcadespel. In 1986 werd het spel geporteerd naar de Commodore 64, de Sega Master System en de ZX Spectrum. Later werd het spel ook uitgebracht voor andere homecomputers. De ontwerper van het spel is Yu Suzuki, die aan de wieg stond van vele Sega-titels.
Het spel wordt gespeeld in een surrealistische wereld met felle kleuren op een schaakbord. De speler vliegt over het 3D landschap en het doel van het spel is zo veel mogelijk dingen te vernietigen. Tijdens de vlucht ontmoet de speler diverse tegenstanders. De arcade versie heeft achttien levels met elk een eindbaas. Hierop zijn drie uitzonderingen, namelijk de bonuslevels (level 5 en 12) en de jacht op de eindbazen (level 18).

## Platforms
| Jaar | Platform                                      |
| ---- | --------------------------------------------- |
| 1985 | Arcade                                        |
| 1986 | Commodore 64, SEGA Master System, ZX Spectrum |
| 1987 | Amstrad CPC, FM-7, PC-88, Sharp X68000        |
| 1988 | Amiga, Atari ST, Sharp X1, TurboGrafx-16      |
| 1989 | DOS, NES                                      |
| 1991 | Game Gear                                     |
| 1994 | SEGA 32X                                      |
| 1995 | SEGA Saturn                                   |
| 2008 | Virtual Console (Wii)                         |

## Ontvangst
| Beoordeeld door                | Platform              | Datum            | Score |
| ------------------------------ | --------------------- | ---------------- | ----- |
| All Game Guide                 | SEGA 32X              | 1998             | 90%   |
| Computer and Video Games (CVG) | TurboGrafx-16         | 1989             | 89%   |
| ST/Amiga Format                | Atari ST              | september 1988   | 83%   |
| Tilt                           | SEGA Master System    | december 1987    | 80%   |
| Video Game Den                 | TurboGrafx-16         | 15 november 2011 | 80%   |
| IGN                            | SEGA 32X              | 17 november 2008 | 70%   |
| neXGam                         | Game Gear             | 2002             | 66%   |
| Power Play                     | SEGA Master System    | 1987             | 60%   |
| Commodore Force                | Commodore 64          | augustus 1993    | 42%   |
| Eurogamer.net (GB)             | Virtual Console (Wii) | 26 juli 2009     | 40%   |

## Vervolgen
- Space Harrier 3-D (1988)
- Space Harrier II (1988)
- Planet Harriers (2001)

## Trivia
- Het spel is opgenomen in het boek 1001 Video Games You Must Play Before You Die van Tony Mott.